# Combi Freighter 5500 (2004)
Der Combi Freighter 5500 ist ein Frachtschiffstyp der niederländischen Werft Koninklijke Niestern Sander in Delfzijl.

## Geschichte
Der Schiffstyp wurde von Conoship International in Delfzijl entworfen. Von dem Typ wurden sechs Einheiten bestellt, die von der Reederei Intersee Schiffahrtsgesellschaft in Haren (Ems) befrachtet wurden. Die Kaskos wurden im Auftrag der Werft Koninklijke Niestern Sander von der polnischen Werft Maritim in Danzig gefertigt und bei Koninklijke Niestern Sander in Delfzijl ausgerüstet.
Unter der gleichen Typbezeichnung werden auch zwei Ende des 20. Jahrhunderts auf der Scheepswerf Ferus Smit ebenfalls für die Intersee Schiffahrtsgesellschaft gebaute Schiffe geführt.

## Beschreibung
Die Schiffe werden von einem Viertakt-Neunzylinder-Dieselmotor des Typs MaK 9M25 mit 2700 kW Leistung angetrieben. Der Motor wirkt über ein Untersetzungsgetriebe auf einen Verstellpropeller. Die Schiffe sind mit einem von einem Elektromotor mit 350 kW Leistung angetriebenen Bugstrahlruder ausgestattet. Für die Stromerzeugung an Bord stehen ein vom Hauptmotor mit 408 kW Leistung angetriebener Wellengenerator sowie zwei von Caterpillar-Dieselmotoren mit jeweils 150 kW Leistung angetriebene Leroy-Somer-Generatoren zur Verfügung. Weiterhin wurde ein von einem Caterpillar-Dieselmotor angetriebener Hafen- und Notgenerator verbaut.
Die Schiffe verfügen über zwei boxenförmige Laderäume. Diese sind jeweils 37,59 m lang, 11,70 m breit und 8,99 m tief. Laderaum 1 verjüngt sich im vorderen Bereich etwas. Außerdem befinden sich im vorderen Bereich des Laderaums 1 und im hinteren Bereich des Laderaums 2 jeweils Podeste, hinter denen Tanks untergebracht sind. Die Laderäume sind mit jeweils sechs Stapellukendeckeln verschlossen. Diese können mithilfe eines Lukenwagens bewegt werden. Die Schiffe sind mit zwei Schotten ausgestattet, mit denen die Laderäume unterteilt werden können. Die Kapazität der Räume beträgt rund 7600 m³. Die Tankdecke kann mit 15 t/m², die Lukendeckel mit 1,6 t/m² belastet werden. Zwischen den beiden Räumen befinden sich an Deck die Mannlöcher als Zugang zu den Laderäumen sowie Lüfter. Vor Laderaum 1 befindet sich ein Wellenbrecher als Schutz vor überkommendem Wasser. In den Laderäumen steht auf der Tankdecke eine Fläche von 831 m² zur Verfügung, 398 m² in Laderaum 1 und 433 m² in Laderaum 2. Auf den Lukendeckeln steht eine Fläche von 908 m² zur Verfügung.
Die Schiffe sind für den Transport von Containern vorbereitet. Die Containerkapazität beträgt 240 TEU. 136 TEU können im Raum, 104 TEU an Deck befördert werden. In den Räumen finden jeweils sechs 20-Fuß-Container hintereinander, vier Container nebeneinander (bis auf der erste Stapel im Laderaum 1 und der letzte Stapel im Laderaum 2) und drei Lagen übereinander geladen werden, 66 20-Fuß-Container in Raum 1 und 70 20-Fuß-Container in Raum 2. An Deck finden zwölf 20-Fuß-Container hintereinander und vier Container nebeneinander Platz. Die Deckscontainer können unter Berücksichtigung des Sichtstrahls in zwei Lagen übereinander geladen werden. Lediglich die letzten beiden Stapel auf Luke 2 können drei Lagen hoch geladen werden, so dass auf Luke 1 insgesamt 48 20-Fuß-Container und auf Luke 2 insgesamt 56 20-Fuß-Container Platz finden. Bei homogener Beladung mit 14 t schweren Containern verringert sich die Kapazität der an Deck beförderten Container auf 53 TEU. Für Kühlcontainer sind 60 Anschlüsse vorhanden.
Das Deckshaus befinden sich im hinteren Bereich der Schiffe. Auf dem Hauptdeck und den beiden darüberliegenden Decks sind die Einrichtungen für die Schiffsbesatzung untergebracht, darunter acht Einzelkabinen und die Messe. Weiterhin sind hier Lagerräume, technische Betriebsräume und ein Büro untergebracht. Oberhalb dieser drei Decks befindet sich die Brücke. Unterhalb des Hauptdecks befindet sich der Maschinenraum. Hinter den Decksaufbauten befindet sich auf der Steuerbordseite ein Freifallrettungsboot. Zwischen dem Deckshaus und dem Lukensüll von Luke 2 ist Platz zum Abstellen des Lukenwagens.
Der Rumpf der Schiffe ist eisverstärkt (Eisklasse 1A).

## Schiffe
| Combi Freighter 5500 | Combi Freighter 5500 | Combi Freighter 5500 | Combi Freighter 5500 | Combi Freighter 5500                                         |
| Bauname              | Baunummer            | IMO-Nummer           | Ablieferung          | Spätere Namen und Verbleib                                   |
| -------------------- | -------------------- | -------------------- | -------------------- | ------------------------------------------------------------ |
| Lea                  | 821                  | 9312676              | 26. November 2004    | abgeliefert als Aachen, 2015: Clara                          |
| Amanda               | 822                  | 9312688              | 31. März 2005        | 2015: Mia, 2017: Amber Sky                                   |
| Sofia                | 823                  | 9312690              | 21. Juni 2005        | 2015: Frieda, 2018: Kjervaagsund                             |
| Farina               | 828                  | 9312705              | 22. Dezember 2005    | 2006: Aurora, 2013: Frontera, 2021: Celtic Ambassador        |
| Francesca            | 829                  | 9312717              | 19. Juni 2006        | 2006: Amalia, 2013: Gomera, 2021: Celtic Pioneer             |
| Emma                 | 830                  | 9312729              | 14. Dezember 2006    | abgeliefert als Julia, 2013: Ventura, 2021: Celtic Commander |

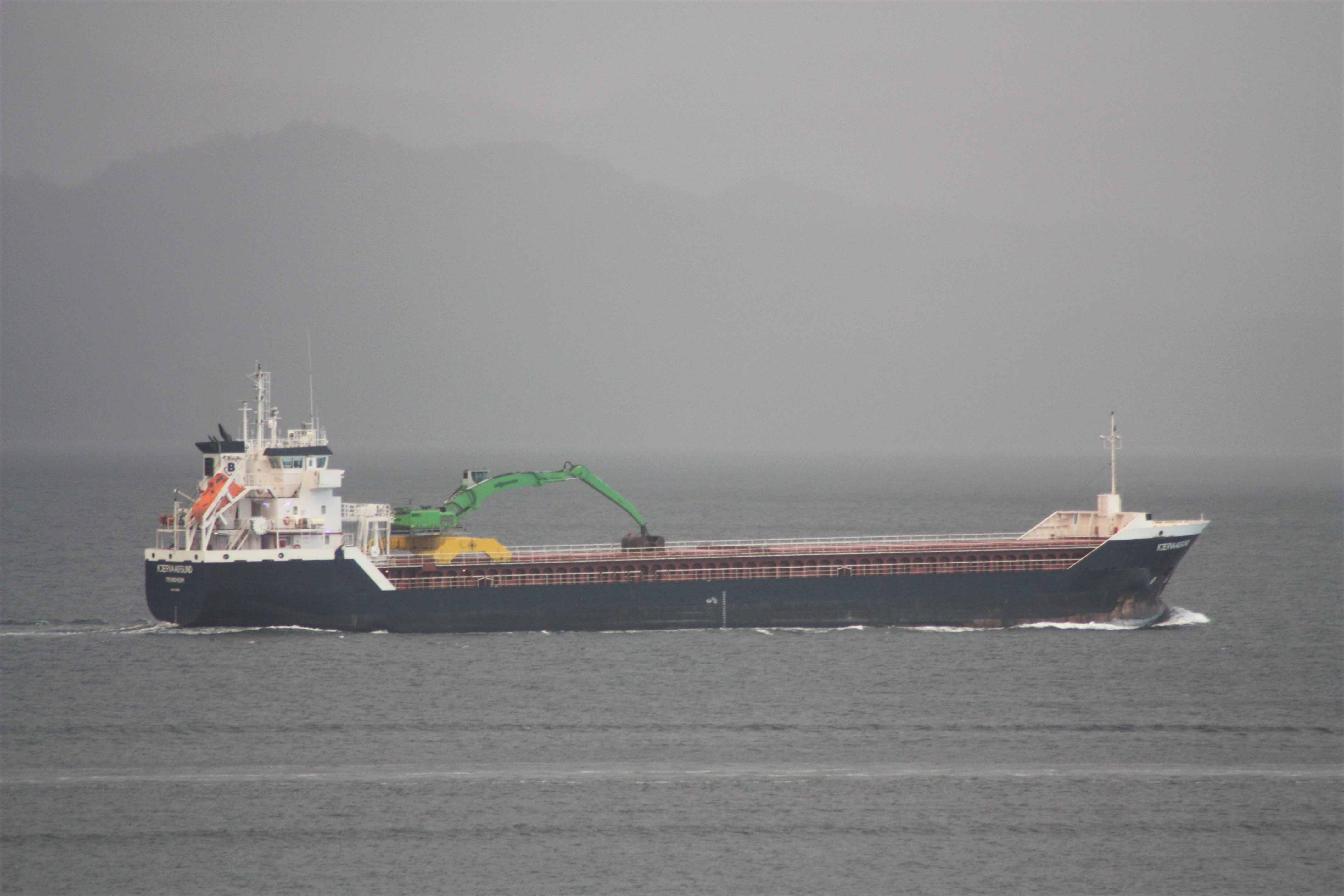
Kjervaagsund

Die frühere Sofia wurde Anfang 2018 an die Berge Rederi in Hitra verkauft, die sie im August 2018 zu einem Selbstlöscher umbauen ließ. Das Schiff wurde dafür mit einem längs der Laderäume verfahrbaren Sennebogen-Bagger ausgerüstet. Zusätzlich ist es mit einem Kompaktlader ausgerüstet.